# Nicolás González Iglesias
Nicolás González Iglesias (La Coruña, 3 de enero de 2002) es un futbolista español que juega de centrocampista en el Manchester City F. C. de la Premier League.

## Trayectoria

### F. C. Barcelona
Nacido en La Coruña, llegó al fútbol formativo del F. C. Barcelona a la edad de once años procedente del Montañeros gallego. Empezó a jugar en el Infantil "B" junto a quienes se proclamó campeón de Liga en la temporada 2013-14. Posteriormente pasó por todas las categorías inferiores del fútbol base azulgrana, hasta llegar al F. C. Barcelona "B", con quienes debutó el 19 de mayo de 2019 en el empate a uno frente al C. D. Castellón con tan solo 17 años.
Debutó con el primer equipo en el primer partido del F. C. Barcelona de la temporada 2021-22 de la Liga, una victoria por 4-2 sobre la Real Sociedad. El 26 de septiembre volvió a ser titular en la victoria por 3-0 sobre el Levante U. D. El 2 de noviembre tuvo su primera titularidad en Liga de Campeones en la victoria 0-1 sobre el F. C. Dinamo de Kiev, recibiendo elogios por su actuación. El 12 de diciembre marcó su primer gol con el primer equipo contra el C. A. Osasuna. Repitió seis días después, marcando el gol del triunfo en la victoria por 3-2 sobre el Elche C. F. en el torneo liguero. Todo ello lo hizo teniendo ficha con el filial, pasando a ser miembro del primer equipo a todos los efectos el 20 de enero de 2022.

#### Cesión al Valencia C. F.
El 13 de agosto de 2022 se hizo oficial su renovación hasta junio de 2026 y su cesión, sin opción de compra, al Valencia C. F. para la temporada 2022-23. El equipo peleó por no descender a Segunda División, algo que consiguieron evitar en la última jornada.

### Portugal e Inglaterra
El 29 de julio de 2023 fue traspasado al F. C. Porto a cambio de 8,5 millones de euros más un porcentaje de una futura venta, así como una opción de recompra. En temporada y media disputó 68 encuentros y marcó nueve goles, el último de ellos en su último encuentro.
El 3 de febrero de 2025 se anunció su fichaje por el Manchester City F. C. con un contrato hasta 2029.

## Selección nacional
Ha sido internacional en las categorías inferiores de la selección española, debutando en la sub-21 el 8 de octubre de 2021 ante Eslovaquia.

## Vida personal
Es hijo del exfutbolista español Fran González y sobrino de José Ramón González.

## Estadísticas

### Clubes
Actualizado al último partido disputado el 16 de agosto de 2025.
| Club                             | Div.          | Temporada     | Liga  | Liga  | Liga   | Copas nacionales | Copas nacionales | Copas nacionales | Copas internacionales | Copas internacionales | Copas internacionales | Total | Total | Total  |
| Club                             | Div.          | Temporada     | Part. | Goles | Asist. | Part.            | Goles            | Asist.           | Part.                 | Goles                 | Asist.                | Part. | Goles | Asist. |
| -------------------------------- | ------------- | ------------- | ----- | ----- | ------ | ---------------- | ---------------- | ---------------- | --------------------- | --------------------- | --------------------- | ----- | ----- | ------ |
| F. C. Barcelona "B" · España     | 2.ª B         | 2018-19       | 1     | 0     | 0      | ―                | ―                | ―                | ―                     | ―                     | ―                     | 1     | 0     | 0      |
| F. C. Barcelona "B" · España     | 2.ª B         | 2020-21       | 24    | 0     | 0      | ―                | ―                | ―                | ―                     | ―                     | ―                     | 24    | 0     | 0      |
| F. C. Barcelona "B" · España     | 1.ª RFEF      | 2021-22       | 2     | 0     | 0      | ―                | ―                | ―                | ―                     | ―                     | ―                     | 2     | 0     | 0      |
| F. C. Barcelona "B" · España     | Total club    | Total club    | 27    | 0     | 0      | 0                | 0                | 0                | 0                     | 0                     | 0                     | 27    | 0     | 0      |
| F. C. Barcelona · España         | 1.ª           | 2021-22       | 27    | 2     | 1      | 3                | 0                | 1                | 7                     | 0                     | 0                     | 37    | 2     | 2      |
| F. C. Barcelona · España         | Total club    | Total club    | 27    | 2     | 1      | 3                | 0                | 1                | 7                     | 0                     | 0                     | 37    | 2     | 2      |
| Valencia C. F. · España          | 1.ª           | 2022-23       | 26    | 1     | 1      | 0                | 0                | 0                | ―                     | ―                     | ―                     | 26    | 1     | 1      |
| Valencia C. F. · España          | Total club    | Total club    | 26    | 1     | 1      | 0                | 0                | 0                | 0                     | 0                     | 0                     | 26    | 1     | 1      |
| F. C. Porto Portugal             | 1.ª           | 2023-24       | 25    | 2     | 1      | 8                | 0                | 2                | 6                     | 0                     | 0                     | 39    | 2     | 3      |
| F. C. Porto Portugal             | 1.ª           | 2024-25       | 17    | 5     | 2      | 5                | 1                | 0                | 7                     | 1                     | 2                     | 29    | 7     | 4      |
| F. C. Porto Portugal             | Total club    | Total club    | 42    | 7     | 3      | 13               | 1                | 2                | 13                    | 1                     | 2                     | 68    | 9     | 7      |
| Manchester City F. C. Inglaterra | 1.ª           | 2024-25       | 11    | 1     | 0      | 4                | 0                | 0                | 2                     | 1                     | 0                     | 17    | 2     | 0      |
| Manchester City F. C. Inglaterra | 1.ª           | 2025-26       | 1     | 0     | 0      | 0                | 0                | 0                | 0                     | 0                     | 0                     | 1     | 0     | 0      |
| Manchester City F. C. Inglaterra | Total club    | Total club    | 12    | 1     | 0      | 4                | 0                | 0                | 2                     | 1                     | 0                     | 18    | 2     | 0      |
| Total carrera                    | Total carrera | Total carrera | 134   | 11    | 5      | 20               | 1                | 3                | 22                    | 2                     | 2                     | 176   | 14    | 10     |

## Palmarés

### Títulos nacionales
| Título                | Club        | País     | Año  |
| --------------------- | ----------- | -------- | ---- |
| Copa de Portugal      | F. C. Porto | Portugal | 2024 |
| Supercopa de Portugal | F. C. Porto | Portugal | 2024 |